# شهرستان کینگز (کالیفرنیا)
شهرستان کینگز در دره مرکزی در ایالت کالیفرنیا در آمریکا واقع شده‌است. این شهرستان در منطقه غنی کشاورزی قرار دارد. بخشداری آن هانفورد می‌باشد. برابر با سرشماری سال ۲۰۰۰ جمعیت آن معادل ۱۲۹٬۴۶۱ نفر برآورد شده‌است.
شهرستان کینگز از بخش غربی شهرستان تولار ایجاد شده‌است.